# مفصل سینوویال
مَفصل زُلاله‌ای، مفصل سینوویال (به انگلیسی: Synovial joint) یا مفصل آزادجُنب، مفصل ویژه‌ای است که امکان حرکت نسبتاً آزاد استخوان‌ها را فراهم می‌کند و در پوشینهٔ مفصلی قرار دارد که زلاله را در بر می‌گیرد مفصل‌های اطلسی‌محوری، شانه، آرنج، بندهای انگشت، ران و زانو از نمونه‌مفصل‌های زلاله‌ای هستند.
مفصل‌های زلاله‌ای رایج‌ترین نوع مفصل در بدن انسان است. این مفصل‌ها قابلیت تحرک بسیاری دارند و حرکت آزاد بخش‌های مختلف بدن را تسهیل می‌کنند و به این خاطر به آنها مفاصل متحرک (دیارتروتیک، از نوع دیارتروز Diarthrosis) هم گفته می‌شود. مفصل‌های زلاله‌ای تورفتگی‌های پر شده با ماده زلاله‌ای دارند که مفصل را روغن‌کاری می‌کنند و نقشه ضربه‌گیر را نیز برای آنها ایفا می‌کند.
مفصل زلاله‌ای قسمتی از دستگاه اسکلتی است که تحرک بیشتر و ساختمان پیچیده تری نسبت به مفاصل دیگر (یعنی مفاصل رشته‌ای و غضروفی) دارد. این مفاصل در حرکات روزمره موجودات به خصوص انسان اهمیت بسزایی دارند.

## اجزای مفاصل زلاله‌ای
مفاصل زلاله‌ای یا دیارتروز از لحاظ تشکیل و حرکات از انواع دیگر کامل‌تر و مهم‌ترند و دارای ویژگی‌های خاصی هستند که شامل موارد است:
- سطوح مفصلی
- غضروف مفصلی
- کپسول مفصلی که از دو لایه خارجی (کپسول لیفی) و داخلی (غشاء سینوویال) تشکیل می‌گردد.
- حفره مفصلی: توسط کپسول لیفی احاطه شده‌است. سطح درون مفصلی کپسول لیفی توسط یک غشا بسیار نازک و ظریف به نام غشا سینویال پوشیده شده‌است. از غشای سینویال استطاله هائی خارج می‌شود که در درون حفرهٔ مفصلی شناورند و هرجا که در اثر حرکات سطوح مفصلی خلأ ای در حفره مفصلی ایجاد شود بلافاصله این خلاﺀ توسط فزونه‌های زلاله‌ای (استطاله‌های سینویال) پر می‌شود. در لابلای این فزونه‌ها مقداری چربی وجود دارد که در بعضی موارد هنگام حرکت مفصل، بین دو سر استخوان گیر کرده و ایجاد دردهای شدیدی می‌کنند.
- مایع زلاله‌ای: غشا سینویال (یا سینوویوم) یک بافت نرم است که بین کپسول مفصلی و حفرهٔ مفصل وجود دارد. غشا سینویال یک مایع ژل مانند مشابه سفیده تخم مرغ که مایع زلاله‌ای نام دارد را ترشح می‌کند. مایع زلاله‌ای، در طی حرکت، به صورت یک لایه مایع، سطح مفصلی را پوشانده و لغزنده کرده وفیر یکشن را کاهش می‌دهد. مایع سینویال نقش یک ضربه گیر را هم ایفا می‌کند. سینوویوم دو لایه دارد: لایه خارجی یا sub intima، لایه داخلی یا intima از سلول‌های نازک‌تر از یک برگ کاغذ پوشیده شده‌است. سلول‌های intima دو نوع هستند. فیبروبلاست، ماکروفاژ فیبروبلاست، مایع زلاله‌ای مشابه سفیده تخم مرغ را می‌سازد که سطح مفصلی را لیز می‌کند. ماکروفاژها، که اجسام نامطلوب را از مایع سینویال برداشت می‌کند. سطح سینوویوم صاف یا پوشیده از برآمدگی مثل شست یا villi می‌باشد. سینوویال حاوی رگ‌های کوچک فراوانی است که نه تنها زلاله‌ای، بلکه کارتیلاژ را که رگ‌های خونی ندارد هم تغذیه می‌کند. سینوویوم در حالت‌هایی مانند ارتریت روماتوئید تحریک می‌شود.
- رباط‌های مفصلی
- برخی از مفاصل زلاله‌ای حاوی منیسک یا دیسک مفصلی هستند.

## انواع مفاصل زلاله‌ای
مفاصل زلاله‌ای ازنظر شکل سطوح مفصلی عبارتنداز:
- مسطح[۷]
- لولایی[۸]
- محوری[۹]
- لقمه‌ای یا کوندیلی[۱۰]
- زینی[۱۱]
- گوی و کاسه‌ای[۱۲]
- بیضوی[۱۳]

## انواع حرکات
مفاصل زلاله‌ای که بیشتر مفاصل بدن را تشکیل می‌دهند، ازنظر شکل متنوع بوده، بنابراین براساس نیاز آن مفصل دارای حرکت یا حرکات خاصی هستند که می‌تواند درارتباط با موارد زیر باشد:
- خم کردن-بازکردن یا فلکسیون-اکستانسیون[۱۴]
- دور کردن-نزدیک کردن یا ابداکسیون-ادداکسیون[۱۵]
- چرخش یا روتاسیون[۱۶]
  - چرخش داخلی یا خارجی[۱۷] که به عنوان مثال در حرکات چرخشی مفاصل شانه و ران به کار می‌رود.
  - چرخش ساعد به داخل یا خارج که به اولی پروناسیون (Pronation) و به دومی سوپیناسیون (Supination) می‌گویند.

### درجات آزادی حرکت
مفاصل زلاله‌ای براساس درجات آزادی حرکت به سه گروه تقسیم می‌شوند که شامل موارد زیر است:
- مفاصل یک‌محوری (Uniaxial). این مفاصل یک درجه آزادی دارند و حرکت فقط در یک سطح انجام می‌گیرد (مانند مفصل آرنج).
- مفاصل دومحوری (Biaxial). در گروه دو محوری، حرکت در دو سطح و حول دو محور صورت می‌گیرد؛ بنابراین دو درجه آزادی دارند (همانند مفصل مچ دست).
- مفاصل سه یا چندمحوری (Triaxial or Multiaxial). این مفاصل سه درجه آزادی دارند، چون حرکت در هر سه صفحه انجام می‌گیرد (مانند مفاصل شانه و ران).